# Chuột túi Wallaby

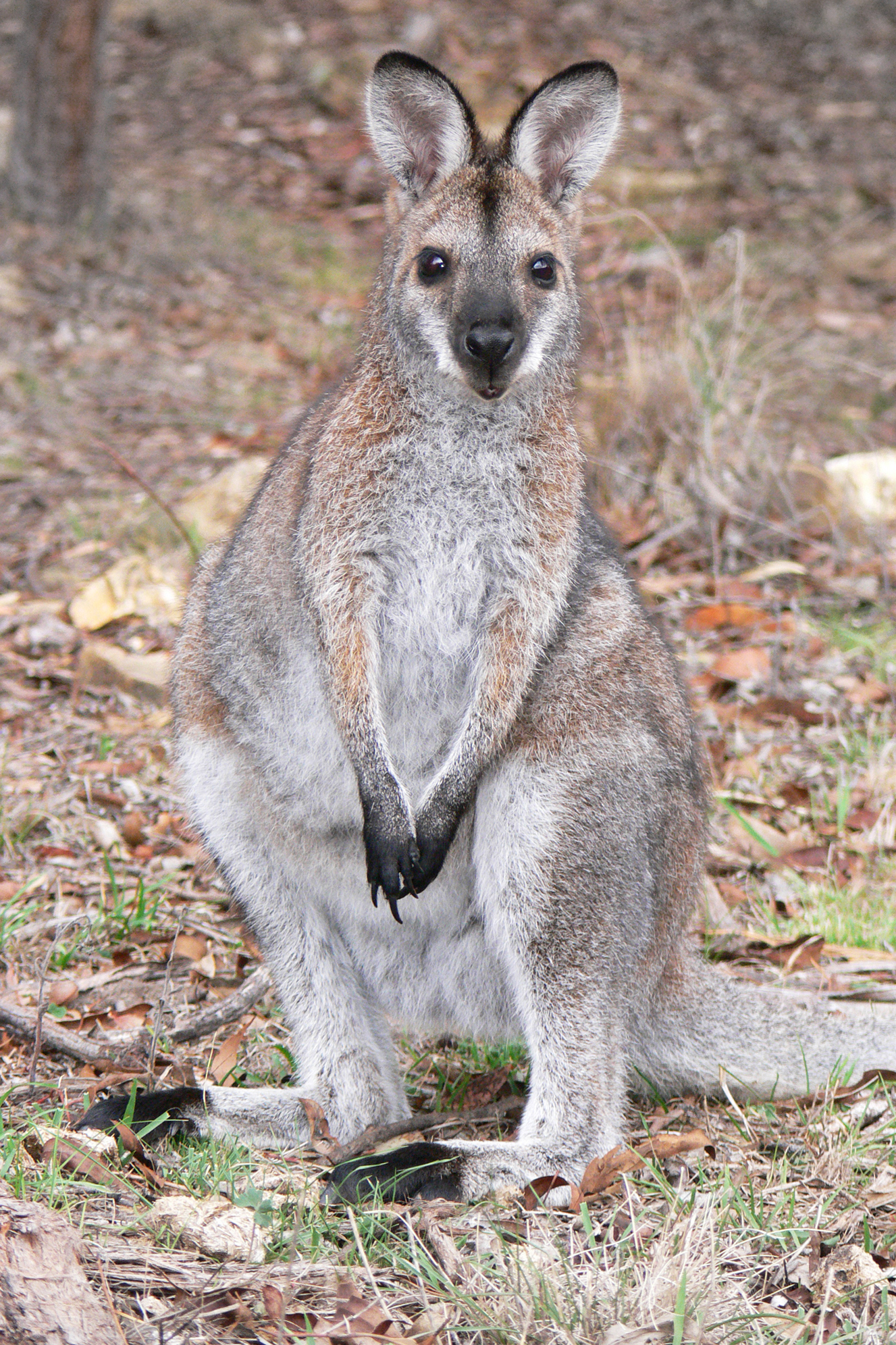
Một con chuột túi Wallaby, Notamacropus rufogriseus

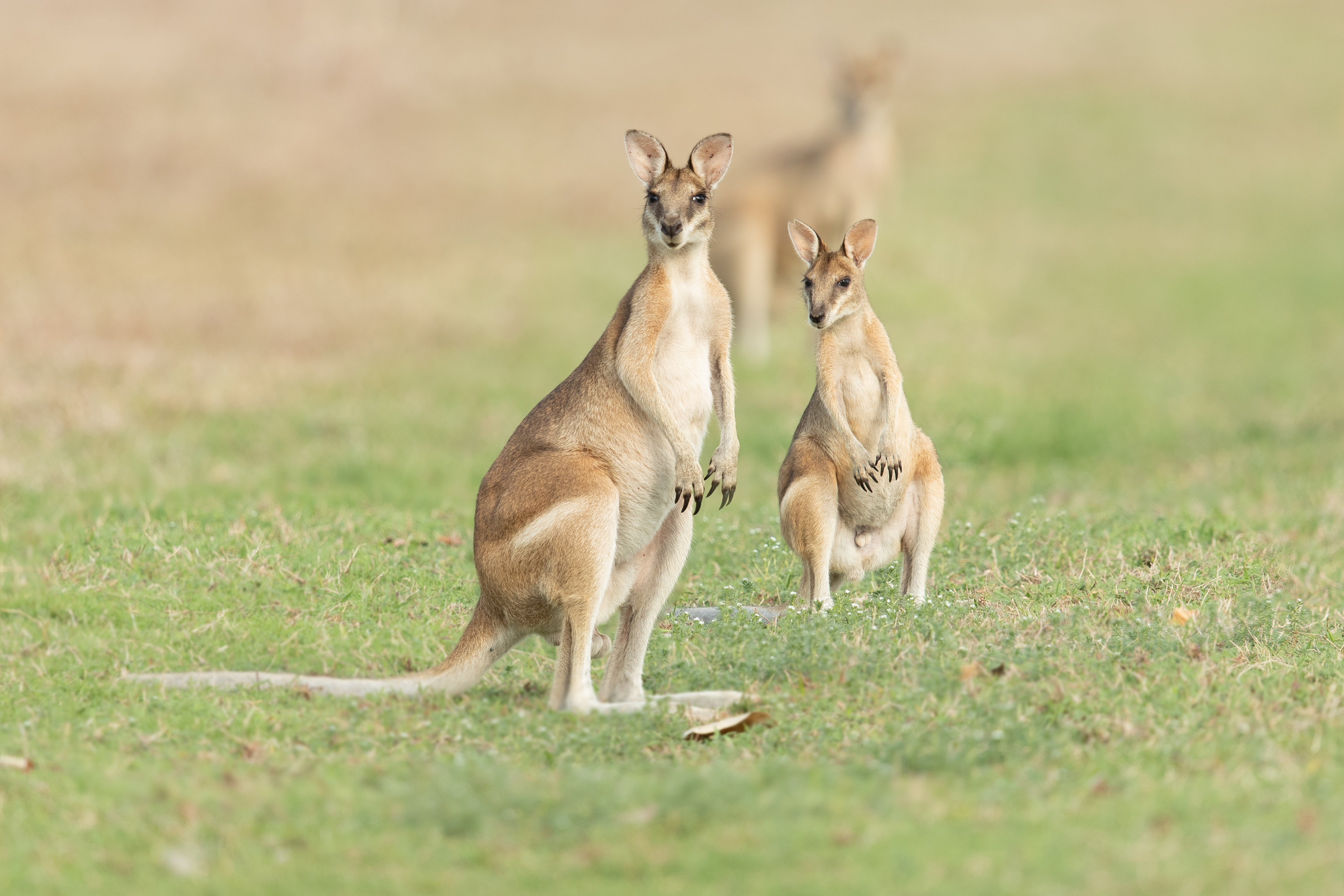
Notamacropus agilis

Chuột túi wallaby là loài chuột túi cỡ nhỏ có ngoại hình giống như Kangaroo nhưng có kích thước nhỏ hơn. Đây loài chuột túi giống như Kangaroo nhưng không được gọi là Kangaroo mà tách riêng thành loài chuột và có kích cỡ nhỏ hơn một con Kangaroo thông thường. Wallaby có kích thước khá nhỏ, con lớn nhất cao khoảng 1.8 m tính từ đầu đến đuôi với cân nặng khoảng 30 kg. Kangaroo và wallaby có kích thước và trọng lượng rất khác nhau, dao động từ nửa kilôgram đến 90 kilôgram. Wallaby là loài bản địa của nước Úc, có mặt ở khắp nơi, đặc biệt là ở những vùng hẻo lánh, vùng núi đá và vùng có địa hình gồ ghề.

## Các loài
Wallaby không phải là một nhóm di truyền riêng biệt. Tuy nhiên, chúng được chia thành nhiều loại rộng. Những con chuột túi thuộc chi  Notamacropus như chuột túi nhanh nhẹn (Notamacropus agilis) và những Wallaby cổ đỏ (Notamacropus rufogriseus), có quan hệ họ hàng gần nhất với kangaroo và wallaroo, ngoài kích thước của chúng, chúng còn trông rất giống nhau. Đây là những loài thường xuyên được nhìn thấy nhất, đặc biệt là ở các bang phía nam.
Có 8 loài:
- Notamacropus agilis, chuột túi nhanh nhẹn,  là wallaby lớn nhất và sống theo nhóm.
- Notamacropus dorsalis, chuột túi vân đen, có một sọc ở lưng màu đen.
- Notamacropus eugenii là loài wallaby nhỏ nhất, sinh sống ở tây nam và nam Australia.
- Notamacropus greyi, từng sống ở đông nam Australia đã tuyệt chủng.
- Notamacropus irma sinh sống ở tây nam Australia.
- Notamacropus parma được cho là đã tuyệt chủng trước khi một số ít được tìm thấy ở miền đông Australia.
- Notamacropus parryi có thể được nhận biết bởi các sọc trắng trên khuôn mặt.
- Notamacropus rufogriseus có vùng vai màu đỏ nổi bật .

## Tập tính
Chúng thực hiện việc giao tiếp với đồng loại bằng cách ra dấu bằng thị giác và khứu giác là phương thức giao tiếp phổ biến của loài Wallaby. Ngoài ra còn có ngôn ngữ hình thể, khi một con Wallaby cảm nhận thấy nguy hiểm, chúng sẽ đứng yên rồi làm động tác nhịp chân sau giống như đang đánh trống để cảnh báo những con khác trong bầy về mối đe dọa tiềm tàng. Việc nhịp chân còn kết hợp với tiếng rít khẽ và khịt mũi. Và nếu gặp nguy hiểm thực sự, chúng sẽ dùng chân làm vũ khí. Chúng có khả năng dùng hai chân sau để thực hiện những cú nhảy mạnh mẽ và việc chúng mang con theo trong chiếc túi ở trước bụng. Trên đất liền, chúng chỉ có thế di chuyển bằng cách phải sử dụng cả hai chân sau cùng một lúc nhưng khi bơi chúng có thể sử dụng mỗi bên chân một cách linh hoạt.
Chúng là loài thích ăn cây thuốc phiện, những con chuột túi chạy vòng quanh tại chỗ sau khi đánh chén cây anh túc trên cánh đồng tại Australia. Chuột túi cỡ nhỏ thường xuyên đột nhập vào những cánh đồng để ăn cây anh túc. Tác dụng của chất morphine trong cây anh túc khiến chúng bước loạng choạng, quay vòng tại chỗ hoặc chạy lung tung. Tình trạng chuột túi cỡ nhỏ xâm nhập các cánh đồng anh túc đã trở thành một vấn đề lớn. Sau khi ăn cây anh túc, chúng xoay vòng tại chỗ rồi ngã. Rất nhiều khoảng lõm hình tròn trên những cánh đồng cây thuốc phiện do chuột túi tạo nên. Điều đặc biệt là Wallaby không sinh ra loại khí methane trong ống tiêu hóa của chúng do sự có mặt của một nhóm vi khuẩn riêng biệt có mặt ở loài này (một loài vi khuẩn ruột được gọi là Wallaby nhóm 1) Khi nuôi trồng chúng trong môi trường dinh dưỡng thích hợp, vi khuẩn này sinh ra chất succinate thay vì methane là sản phẩm cuối cùng.

## Sinh trưởng

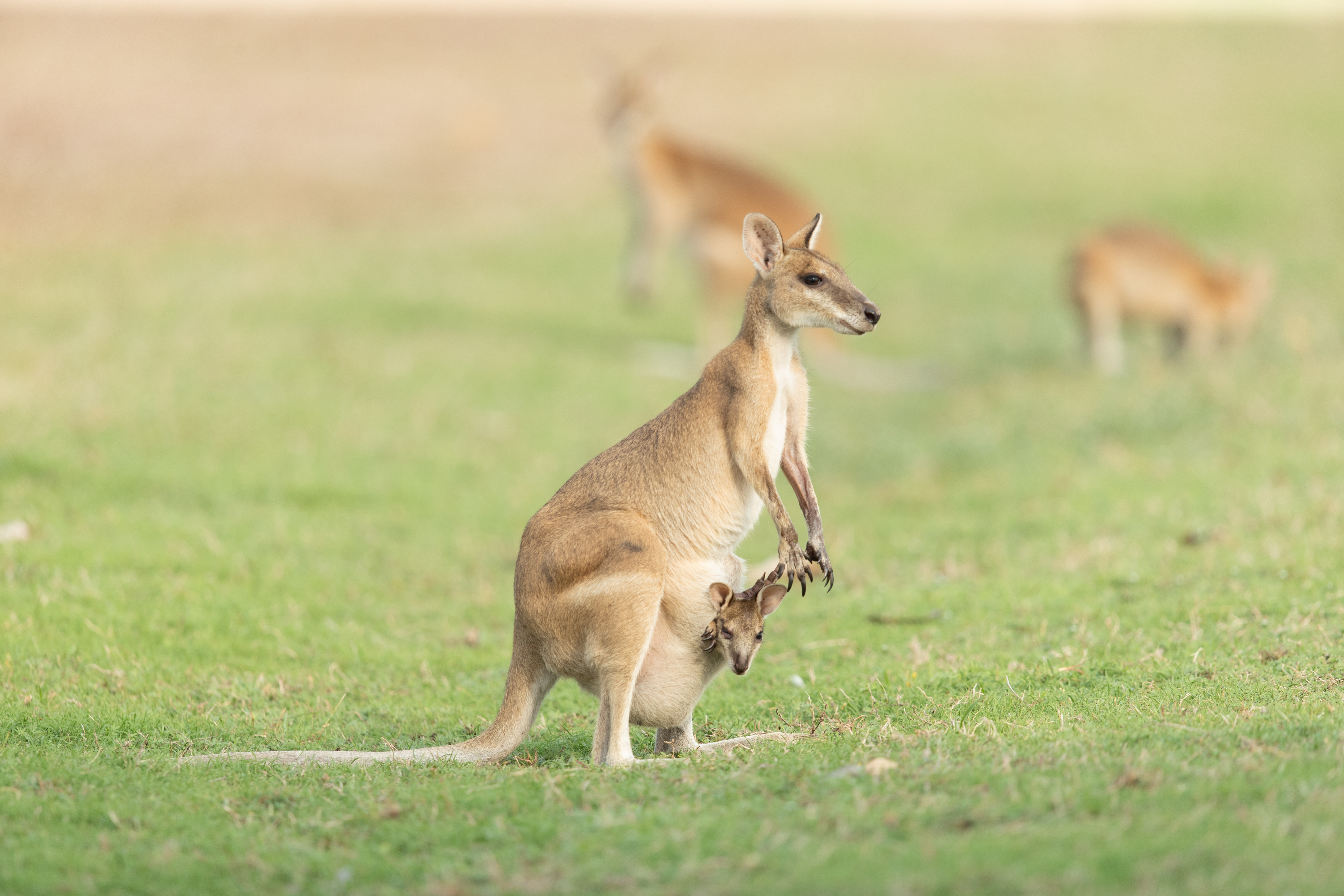
Notamacropus agilis

Ở giai đoạn phôi thai, Wallaby con còn đỏ hỏn không có lông lại còn bị mù và chỉ bé bằng cỡ hạt đậu. Sau chừng 4 đến 5 tuần thai nghén, chúng được chuyển vào túi của con mẹ và bắt đầu được cho bú sữa mẹ trong 6 đến 8 tháng. Chúng phải ở trong túi cho đến khi phát triển cứng cáp, lông bắt đầu mọc, nhìn thấy được và có khả năng nhảy thì mới có thể xuất hiện. Thời gian đầu, các Wallaby con dành phần lớn thời gian ở bên ngoài để ăn cỏ và tích lũy các kĩ năng sống cần thiết, chúng chỉ chui vào trong túi để ngủ hoặc khi cảm thấy bị đe dọa. Ở một số loài, con con vẫn ở nguyên trong túi chừng một năm nữa hoặc cho đến khi con khác được sinh ra đời. Tuy nhiên, hầu hết chúng bắt đầu phải sống tự lập sau khi sinh 9 tháng.
Một con Wallaby cái có khả năng tiết ra hai loại sữa khác nhau cùng một lúc. Có loại sữa dành riêng cho những con non đang thời kì phát triển còn chúng sẽ tiết ra loại sữa khác thích hợp với những con Wallaby đã bắt đầu rời khỏi túi. Các con Wallaby con sẽ bú các núm vú khác nhau để chọn được đúng loại sữa dành cho mình. Mỗi loại sữa chứa các thành phần khác nhau về chất béo, carbohydrate và protein. Sữa cho các con lớn hơn sẽ chứa hàm lượng chất béo cao hơn. Do sự phức tạp này nên hiếm khi Wallaby cái có thể xoay xở với ba đứa con cùng một lúc vì cơ thể sẽ phải điều tiết chất rất nhiều để đảm bảo dinh dưỡng cho từng thời kì phát triển của một chú Wallaby con. Người ta chưa phát hiện được ở bất cứ loài động vật nào cùng một lúc tiết ra hai loại sữa như loài Wallaby.

## Thiên địch

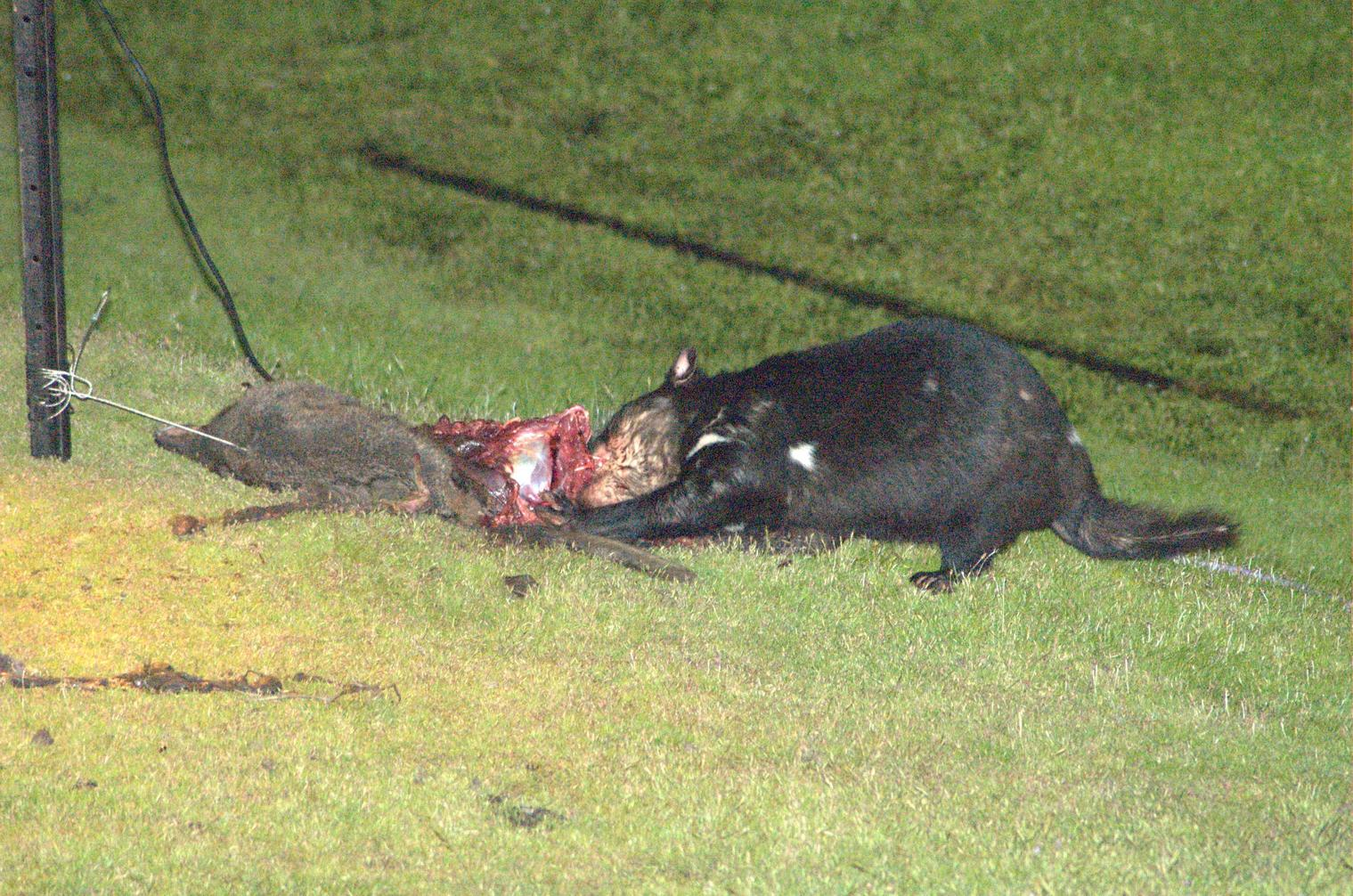
Một con Quỷ Tasmania đang ăn thịt một con Wallaby

Chúng có một số lượng lớn những loài thiên địch như cáo Âu châu, chó rừng, chó hoang, đại bàng đuôi nêm, quỷ Tasmania là loài thú lớn có túi chuyên ăn thịt, chó, mèo và con người. Những con non rất dễ gặp nguy hiểm với loài đại bàng đuôi nêm và rắn hoa. Còn với những con đã trưởng thành, ngoài nguy hiểm từ loài chó rừng và quỷ Tasmanian, mối đe dọa lớn nhất với chúng là con người và loài cáo Âu châu. Nhiều con chuột bị cán chết trên đường. Người ta ước tính loài Wallaby và Kangaroo chiếm tỉ lệ lớn nhất trong các loài động vật hoang dã bị chết trên đường tại Úc. Do điều kiện thuận lợi nên tại đây, số lượng của loài này đang tăng đột biến, gây ảnh hưởng xấu đến việc chăn thả gia súc và trồng trọt. Cách đối phó với tình trạng này mà con người lựa chọn đó là chọn lọc tự nhiên. Trong vòng một năm, đã có hơn một triệu loài Wallaby và Pademelon bị bắn tại Tasmania trong một chiến dịch bảo vệ nông trại và rừng.